# Видне (Феодосійський район)
Ви́дне (крим. Vıdne, до 1948 — Розаліївка, раніше — Розаліенфельд, нім. Rosalienfeld) — село Феодосійського району Автономної Республіки Крим. Розташоване на сході району.

## Населення

### Мова
Розподіл населення за рідною мовою за даними перепису 2001 року:
| Мова      | Кількість | Відсоток |
| --------- | --------- | -------- |
| російська | 3         | 100 %    |

1. ↑  Рідні мови в об'єднаних територіальних громадах України — Український центр суспільних даних